# Amt Daun (Kurtrier)

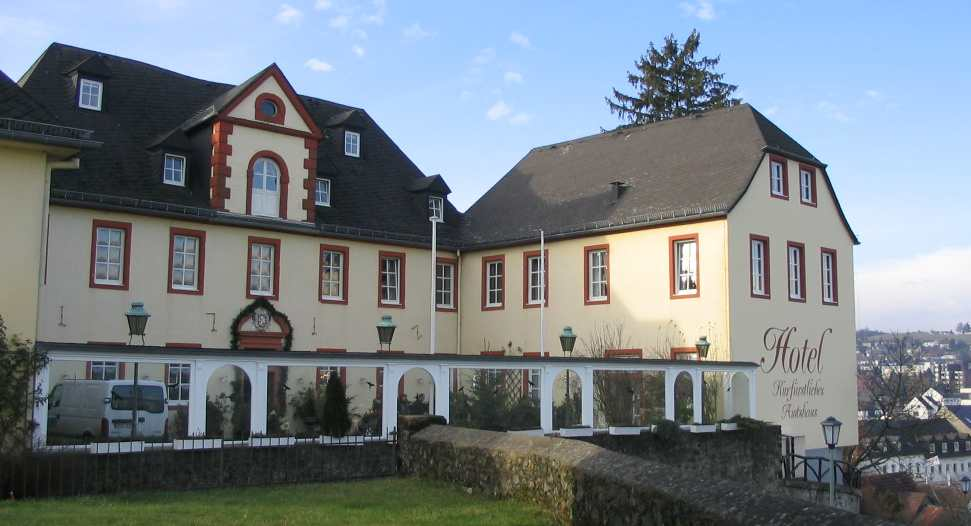
Amtshaus in Daun

Das Amt Daun war ein Verwaltungs- und Gerichtsbezirk im Kurfürstentum Trier, das vom 14. Jahrhundert bis zum Reichsdeputationshauptschluss von 1803 existierte.
Die Herren von Kesselstatt waren seit dem 14. Jahrhundert in Diensten der Trierer Kurfürsten.
1404 ernannte Erzbischof Werner von Falkenstein den Ritter Diedrich von Kesselstadt zum Amtmann von Daun und des Kröver Reichs.
Dauner Amtmänner der Familie Kesselstatt sind 1420, 1425, 1451, 1472 und 1660 urkundlich belegt.
Das kurtrierische Amtshaus von 1712 befindet sich im nördlichen Abschnitt der Denkmalzone Burg Daun; es wurde erbaut vom Trierer Kurfürsten und Erzbischof Karl Joseph.
Das Amt existierte, bis im Gefolge der Eroberung der linksrheinischen Gebiete durch Napoleon Bonaparte im Ersten Koalitionskrieg 1798 der Kanton Daun im Arrondissement Prüm im Saardepartement gegründet wurde.
Das Gebiet liegt in den heutigen Landkreisen Vulkaneifel, Ahrweiler und Bernkastel-Wittlich in Rheinland-Pfalz.

## Zugehörige Orte
1. Ascheid
2. Beinhausen
3. Berlingen
4. Boberath
5. Bodenbach
6. Bongard
7. Borler
8. Borberg
9. Brockscheid
10. Cradenbach
11. Dankerath
12. Darscheid
13. Daun, Flecken
14. Demerath
15. Elscheid
16. Gifingen
17. Gefell
18. Gelenberg
19. Gemünden
20. Gillenfeld
21. Hinterweiler
22. Hoenerbach
23. Horscheid
24. Immerath
25. Kellberg
26. Kirchweiler
27. Küttelbach
28. Mehren
29. Meisenthal
30. Mühlenbach
31. Mückelen
32. Neichen
33. Nerdlen
34. Neroth
35. Niederwinkel
36. Nohn
37. Oberehe
38. Oberscheidweiler
39. Rengen
40. Rockeskiel
41. Rudenbach
42. Sarmesbach
43. Saxeler
44. Schalkenmehren
45. Schönbach
46. Senscheid
47. Steinborn
48. Steinenberg
49. Steiningen
50. Stroheich
51. Strohn
52. Tettscheid
53. Trierscheid
54. Trittscheid
55. Udeler
56. Udersdorf
57. Uzerath
58. Walsdorf
59. Weyersbach
60. Zermüllen